# Bazooka

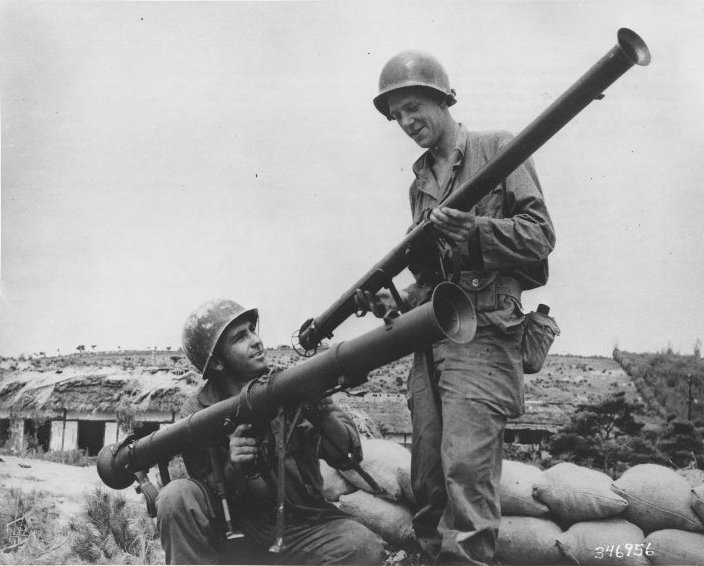
Amerikanska soldater i Korea med bazookor. Den ena håller en 90mm M20 (”Super Bazooka”) och den andra en 60mm M9.

En bazooka är ett raketgevär som uppfanns i USA under andra världskriget. Smeknamnet bazooka kommer från musikinstrumentet med samma namn och liknande utseende. Numera används termen ofta som en synonym till ordet raketgevär. Vapnet kombinerade principen om riktad sprängverkan med ett raketvapen för första gången, vilket gjorde den till ett effektivare infanteripansarvärnsvapen än de tidigare pansarvärnsgevären. 
Bazookan var ett första generationens pansarvärnsvapen och laddades med en raket med elektrisk utlösning. Raketen hade två sladdar som måste anslutas till vapnets batteri av laddaren innan vapnet kunde avfyras. I senare modeller byttes batteriet ut mot magnettändning, men det var fortfarande ett opraktiskt system och bazookan hade vid Vietnamkriget till stor del ersatts av granatgeväret M67 och raketdrivna M72 LAW. Bazooka-konceptet kopierades av tyskarna under andra världskriget som den tyngre Panzerschreck (88 mm kaliber).

## Varianter

### M1
Den ursprungliga modellen som standardiserades som "2.36in M1 antitank rocket launcher" 24 juni 1942 (ammunitionen fick beteckningen "M6 HEAT" (för High Explosive Anti-Tank, det vill säga hålladdning eller riktad sprängverkan). 112 790 stycken M1:or tillverkades inalles. Siktet var graderat från 100 till 400 yard i 100-yard intervaller. Inledningsvis tillverkades M1:orna med ett vikbart benstöd som satt framför det främre pistolgreppet och den hade ett ambidextert sikte. Då M6-raketens motor ibland exploderade inuti raketgeväret förstärktes M1:ornas bakstycke med pianotråd under den senare delen av produktionen.

### M1A1
M1A1-varianten standardiserades 5 juli 1943 och omfattade diverse förbättringar av grundmodellen vars utveckling varit extremt påskyndad. Det ambidextra siktet ersattes av ett sikte på vänstra sidan av mynningen och var nu graderat från 100 till 300 yard. Dessutom togs säkringen bort och man fäste en konisk sköld med 20 cm diameter som förhindrade att oförbränt raketbränsle kastades i ansiktet på skytten. Skölden togs ofta bort i fält då den tenderade att fastna i vegetation och andra hinder. Totalt tillverkades 59 932 stycken M1A1:or.

### M9
M9 är en ytterligare förbättrad variant som kunde skruvas isär i två delar för att göra den mindre skrymmande vid transport (behändigt för fallskärmsjägare eller i fordon). Samtidigt förbättrades träffsäkerheten och räckvidden då eldröret förlängdes något även om M9:an var lite tyngre än föregångarna. M9:an standardiserades i juni 1943, men på grund av svårigheter med att starta  tillverkningen av M9:an levererades M9-varianten först i augusti 1944. Luftbruna styrkor och trupper i Stillahavskriget var de som i första hand fick denna variant vartefter den blev tillgänglig. Eftersom batteritändningen visade sig vara opålitlig i temperaturer under 10 °C  byttes den till magnettändning. Magnettändningen var också tåligare mot extrema väderförhållanden och tappade inte laddning med tiden. Endast 26 087 stycken M9 tillverkades på grund av problem med gängningen mellan eldrörets två delar, vilken förstärktes på nästa variant, M9A1. Man återinförde även en säkring och siktet var nu graderat från 0 till 600 yard i 50-yard intervaller.

### M9A1
M9A1 standardiserades i april 1944 och produktionen började i september 1944. Skillnaden mot M9 var främst att gängningen mellan eldrörets två delar förstärktes med en smidd mutterdel istället för en stansad som på M9. Efter september 1944 sattes ett optiskt sikte på nytillverkade M9A1. Totalt tillverkades 277 819 stycken M9A1.

### M18
M18-varianten standardiserades i april 1945 och var till utseendet mycket lik M9A1 även om inga delar på de två varianterna var utbytbara. Användningssättet var identiskt med M9A1, främsta skillnaden var att eldröret var gjort i aluminium vilket minskade vikten betydligt. Endast 500 exemplar hann tillverkas innan kriget tog slut i augusti 1945. Inga fler tillverkades då USA antog den större "Super Bazooka" en månad efter krigsslutet.

### M20 "Super Bazooka"
1943 påbörjade USA utvecklingen av ett nytt raketgevär i kalibern 83 mm, men efter utvecklingen av M9:an och M18 (delbart eldrör respektive tillverkning i aluminium) så började man om med en ny design i 90 mm kaliber i oktober 1944 (möjligtvis influerades ökningen av kalibern av den tyska Panzerschreck som hade 88 mm kaliber och som började användas tidigt 1944). M20 "Super Bazooka" standardiserades 11 oktober 1945 men tillverkningen började först 1948 i begränsad skala, masstillverkning tog fart i augusti 1950. M9A1 användes i strid under Koreakriget men visade sig vara ineffektiv mot de nordkoreanska T34-85-stridsvagnarnas lutande pansar och ersattes därför snabbt av M20-bazookan.

## Hur bazookan kom till
I slutet av maj 1942 fick General Electric Co amerikanska arméns uppdrag att konstruera och inom 30 dagar framställa flera tusen vapen av detta slag. Efter ett dygn var konstruktionen klar i princip, och efter fyra dagar var utfallsprovet tillverkat. Proven togo två veckor, varefter något mer än en vecka återstod för tillverkning av det första partiet. Genom övertidsarbete och anlitande av flygplan och droskbilar som transportmedel för de olika delarna till sammansättningsverkstaden klarades uppgiften med 89 minuter till godo.